# 雲南河流列表
雲南河流列表，列舉全部或部分在雲南省境內的河流，並依照流域排列；支流則由河口至源頭排序。

## 注入太平洋

### 長江水系
- 長江
  - 赤水河：跨省河流，中、下游位於貴州、四川境內。
  - 金沙江：跨省河流。
    - 橫江：跨省河流，下游為雲南、四川界河。
      - 洛澤河：跨省河流，上游位於貴州境內。

    - 牛欄江：跨省河流，中游為雲南、貴州界河。
    - 以礼河
    - 小江
    - 普渡河
    - 龙川江
    - 水落河：跨省河流，下游一小段為雲南、四川界河，其餘均位於四川境內。
    - 碩曲：跨省河流，下游及上游位於四川境內。

### 珠江水系
- 珠江
  - 西江
    - 浔江
      - 鬱江
        - 右江：跨省河流，上游位於雲南、廣西邊界地帶，中、下游位於廣西境內。
          - 西洋江：跨省河流，中游為雲南、廣西界河，下游位於廣西境內。
          - 馱娘江：跨省河流，下游位於廣西境內。

      - 黔江
        - 红水河
          - 北盘江
            - 可渡河：跨省河流，中、下游為雲南、貴州界河。
            - 革香河：跨省河流，下游為雲南、貴州界河。

          - 南盘江：跨省河流，下游為貴州、廣西界河。
            - 黃泥河：跨省河流，為雲南、貴州界河。
              - 小黃泥河：跨省河流，下游為雲南、貴州界河，中游位於雲南境內，上游位於貴州境內。
              - 塊澤河

### 紅河水系
- 紅河-元江：跨國河流，下游位於越南境內，稱紅河。
  - 瀘江-盘龙江：跨國河流，下游在越南境內，稱瀘江。
    - 沚江：跨國河流，源流位於越南境內，上游一小段為中國、越南界河，中、下游位於越南境內。
      - 大梁子河：跨國河流，下游為中國、越南界河。

    - 吟江-南利河（普梅河）：跨國河流，中游一度為中國、越南界河，下游位於越南境內，稱吟江。
    - 棉河-八布河：跨國河流，下游位於越南境內，稱棉河。

  - 沱江-李仙江：跨國河流，下游位於越南境內，稱沱江。
    - 南那河-藤条江：跨國河流，下游位於越南境內，稱南那河。
    - 小黑江：跨國河流，為中國、越南界河。
      - 喳嗎河

    - 阿墨江
    - 把邊江

  - 南溪河：跨國河流，下游最終一小段為中國、越南界河。
  - 河底河
  - 綠汁江
  - 禮社江

### 湄公河水系
- 湄公河-瀾滄江
  - 南壘河：跨國河流，下游位於緬甸境內。
    - 南覽河：跨國河流，中游為中國、緬甸界河，下游位於緬甸境內。

  - 南腊河
    - 南潤河：跨國河流，上游位於寮國境內。

  - 南阿河：跨國河流，下游為中國、緬甸界河。
  - 補遠江（羅梭江）
  - 威遠江（小黑江）
  - 小黑江
  - 漾濞江

## 注入印度洋

### 薩爾溫江水系
- 薩爾溫江-怒江
  - 南卡江：跨國河流，上游位於緬甸境內，中游為中國、緬甸界河，下游位於緬甸境內。
  - 南滾河：跨國河流，中游一小段為中國、緬甸界河，下游位於緬甸境內。
    - 南依河：跨國河流，中、下游為中國、緬甸界河，上游位於緬甸境內。

  - 南定河：中游一小段為中國、緬甸界河，下游位於緬甸境內。
  - 枯柯河

### 伊洛瓦底江水系
- 伊洛瓦底江
  - 瑞麗江（龍川江）：跨國河流，中游為中國、緬甸界河，下游位於緬甸境內。
  - 太平江-大盈江：跨國河流，中游為中國、緬甸界河，下游位於緬甸境內，稱太平江。
  - 恩梅開江
    - 獨龍江：跨國河流，下游位於緬甸境內。